# Neuilly-en-Thelle
Pour les articles homonymes, voir Neuilly.
Neuilly-en-Thelle est une commune française située dans le département de l'Oise, en région Hauts-de-France.

## Géographie

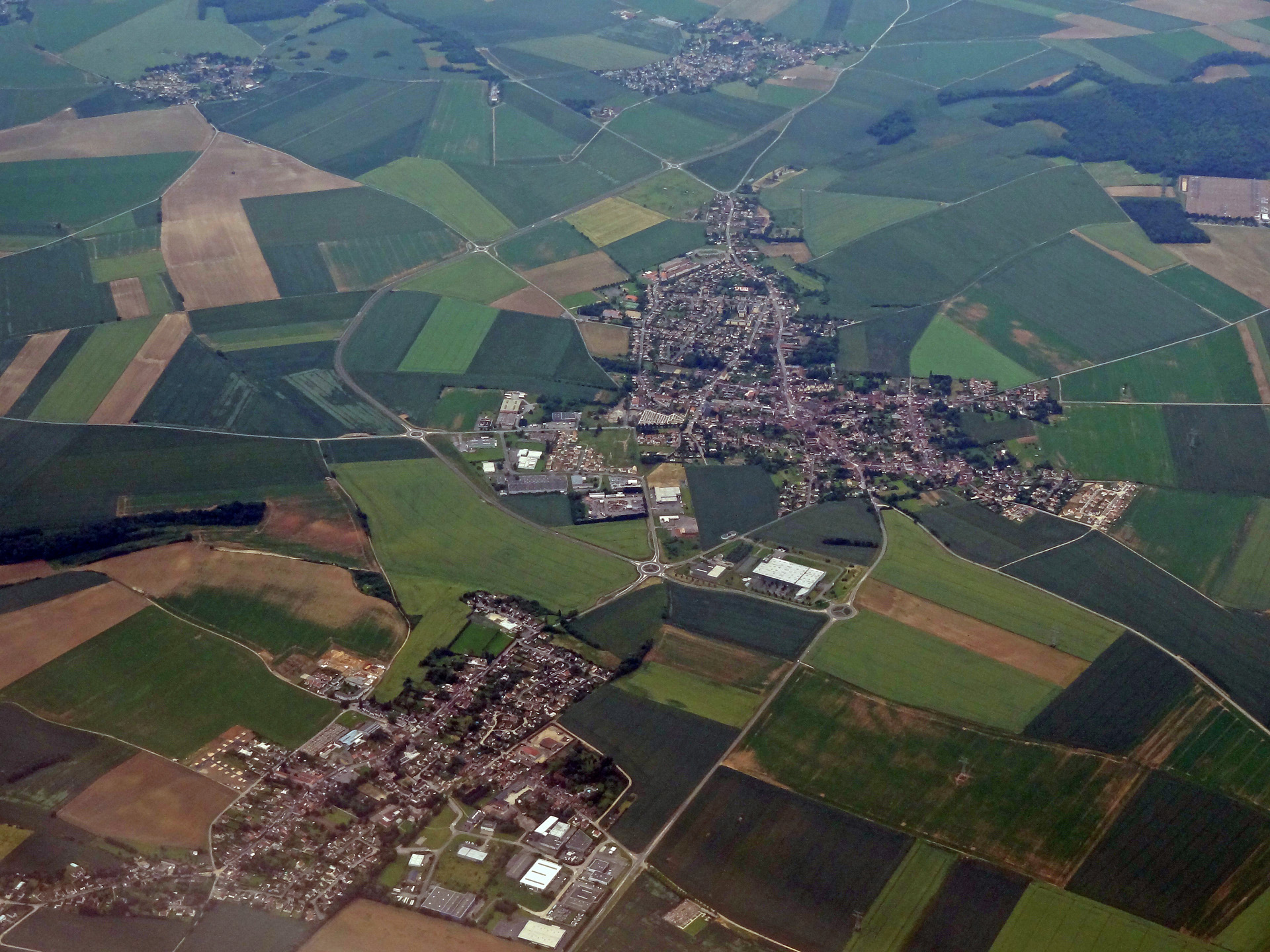
Vue aérienne d'Ercuis et Neuilly-en-Thelle en 2014.

La commune a une superficie de 15,73 km2, une altitude minimale de 89 m et une altitude maximale de 170 m.

### Communes limitrophes
| Dieudonné            | Ully-Saint-Georges | Cires-lès-Mello |
| Puiseux-le-Hauberger | Neuilly-en-Thelle  | Ercuis          |
| Fresnoy-en-Thelle    | Morangles          | Crouy-en-Thelle |

### Hydrographie
La commune est située dans le bassin Seine-Normandie. Elle n'est drainée par aucun cours d'eau,.

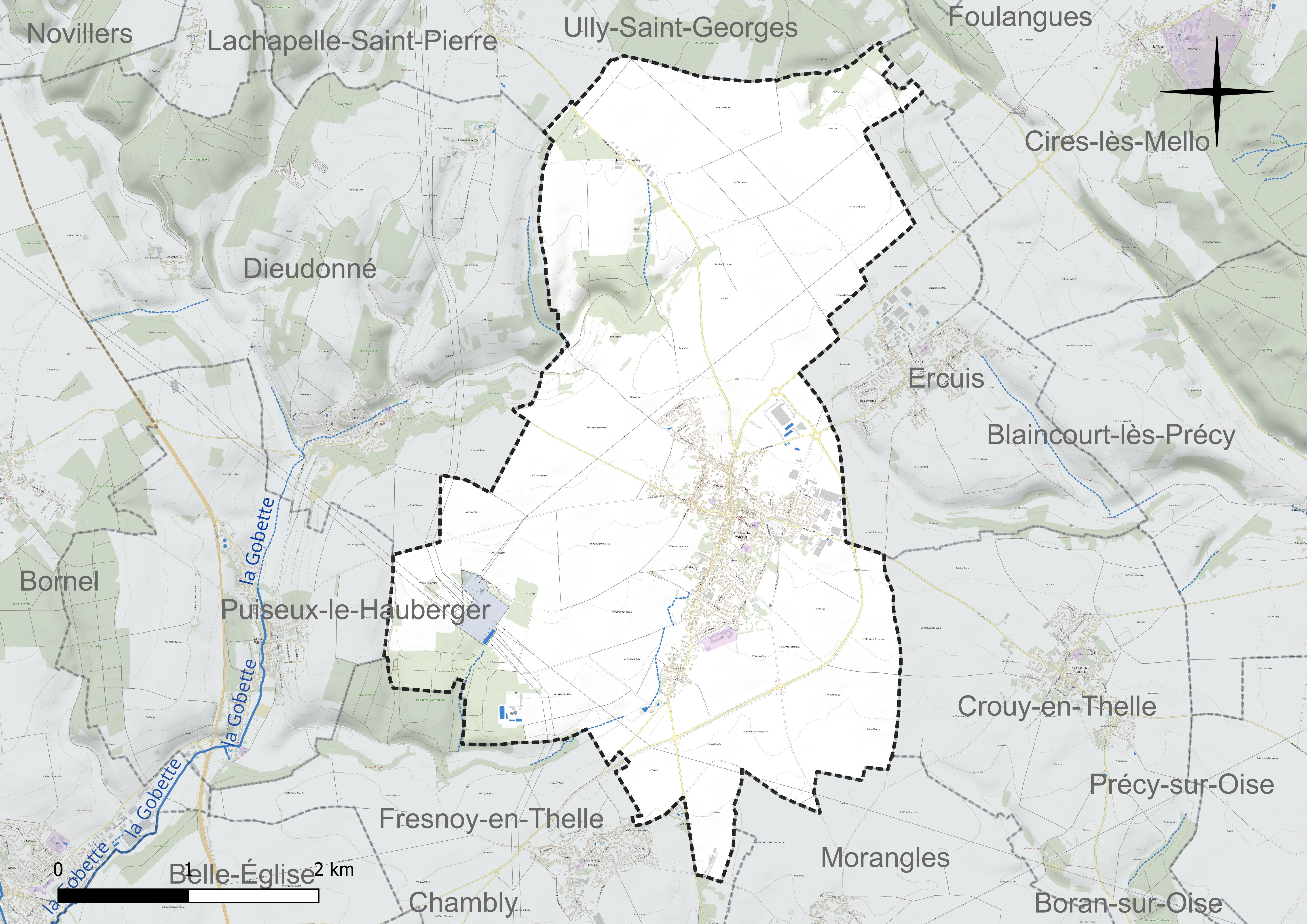
Réseau hydrographique de Neuilly-en-Thelle.

### Climat
Pour des articles plus généraux, voir Climat des Hauts-de-France et Climat de l'Oise.
En 2010, le climat de la commune est de type climat océanique dégradé des plaines du Centre et du Nord, selon une étude du CNRS s'appuyant sur une série de données couvrant la période 1971-2000. En 2020, Météo-France publie une typologie des climats de la France métropolitaine dans laquelle la commune est exposée à un climat océanique et est dans la région climatique  Sud-ouest du bassin Parisien, caractérisée par une faible pluviométrie, notamment au printemps (120 à 150 mm) et un hiver froid (3,5 °C). 
Pour la période 1971-2000, la température annuelle moyenne est de 10,4 °C, avec une amplitude thermique annuelle de 14,4 °C. Le cumul annuel moyen de précipitations est de 712 mm, avec 11,3 jours de précipitations en janvier et 7,9 jours en juillet. Pour la période 1991-2020, la température moyenne annuelle observée sur la station météorologique la plus proche, située à Creil à 15 km à vol d'oiseau, est de 11,2 °C et le cumul annuel moyen de précipitations est de 662,2 mm,. Pour l'avenir, les paramètres climatiques de la commune estimés pour 2050 selon différents scénarios d'émission de gaz à effet de serre sont consultables sur un site dédié publié par Météo-France en novembre 2022.

## Urbanisme

### Typologie
Au 1er janvier 2024, Neuilly-en-Thelle est catégorisée petite ville, selon la nouvelle grille communale de densité à sept niveaux définie par l'Insee en 2022.
Elle appartient à l'unité urbaine de Neuilly-en-Thelle, une unité urbaine monocommunale constituant une ville isolée,. Par ailleurs la commune fait partie de l'aire d'attraction de Paris, dont elle est une commune de la couronne,. 

### Occupation des sols
L'occupation des sols de la commune, telle qu'elle ressort de la base de données européenne d'occupation biophysique des sols Corine Land Cover (CLC), est marquée par l'importance des territoires agricoles (81,9 % en 2018), en diminution par rapport à 1990 (83,3 %). La répartition détaillée en 2018 est la suivante : 
terres arables (81,9 %), zones urbanisées (8,2 %), forêts (7,2 %), zones industrielles ou commerciales et réseaux de communication (2,7 %). L'évolution de l'occupation des sols de la commune et de ses infrastructures peut être observée sur les différentes représentations cartographiques du territoire : la carte de Cassini (XVIIIe siècle), la carte d'état-major (1820-1866) et les cartes ou photos aériennes de l'IGN pour la période actuelle (1950 à aujourd'hui).

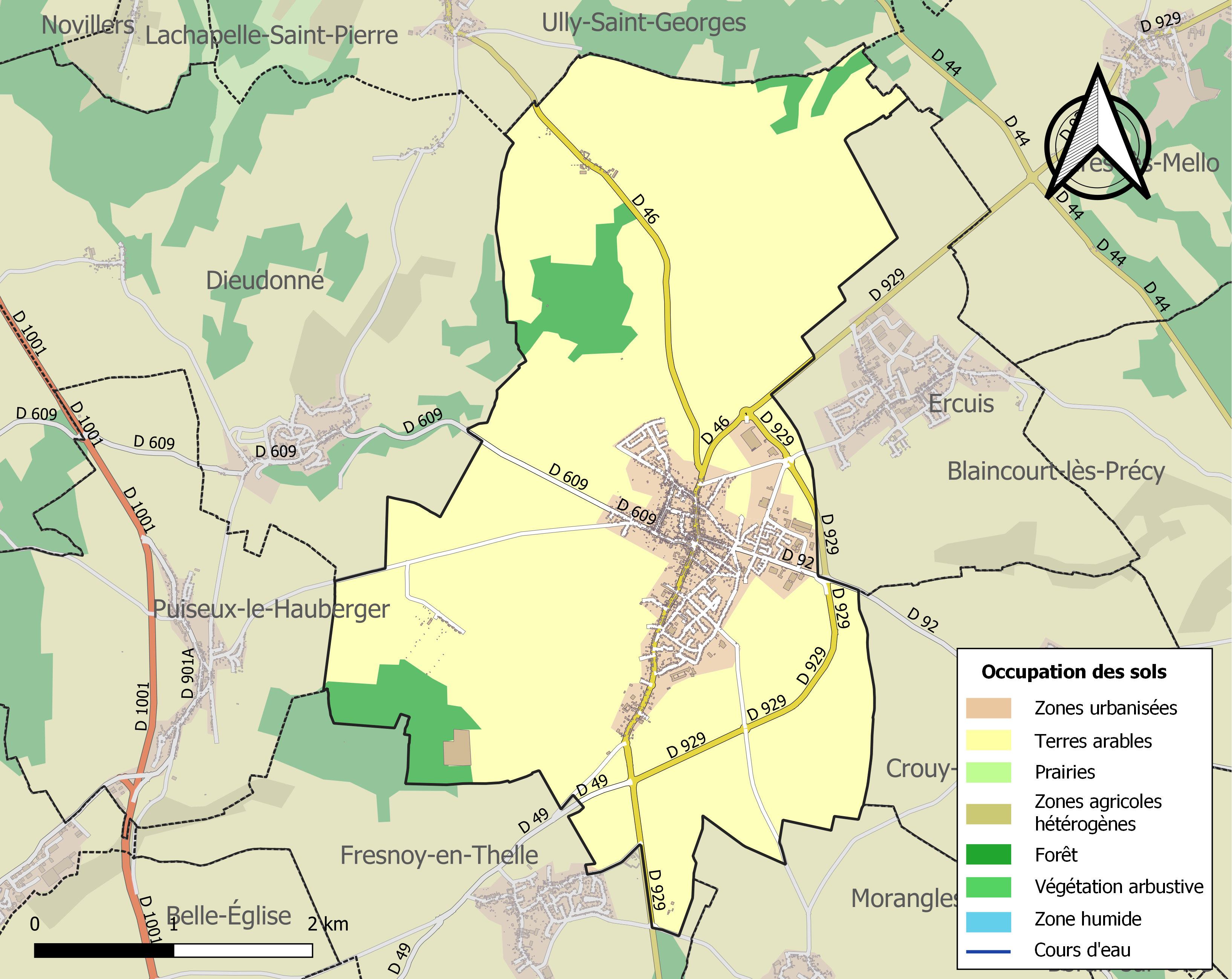
Carte des infrastructures et de l'occupation des sols de la commune en 2018 (CLC).

### Voies de communication et transports
La commune est desservie, en 2023, par la ligne 1 du réseau Pass Thelle Bus et par les lignes 635, 646,  6131, 6132, 6138, 6142, 6201, 6202, 6234 et 6243 du réseau interurbain de l'Oise.

## Toponymie
La localité était désignée Noviliaco en 690, Nuellium en 1152 et Nully-en-Thelle en 1617. Lors de la création de la commune pendant la Révolution française, elle a été dénommée  Neuilly Entelle en 1793 et Neuilly-en-Thel en 1801, avant de prendre sa dénomination actuelle.
Du latin novalia (« jachères, terre nouvellement défrichée »), une terre nouvellement mise en culture.
Le pays de Thelle est une région naturelle de France comprise dans le département de l'Oise.

## Histoire

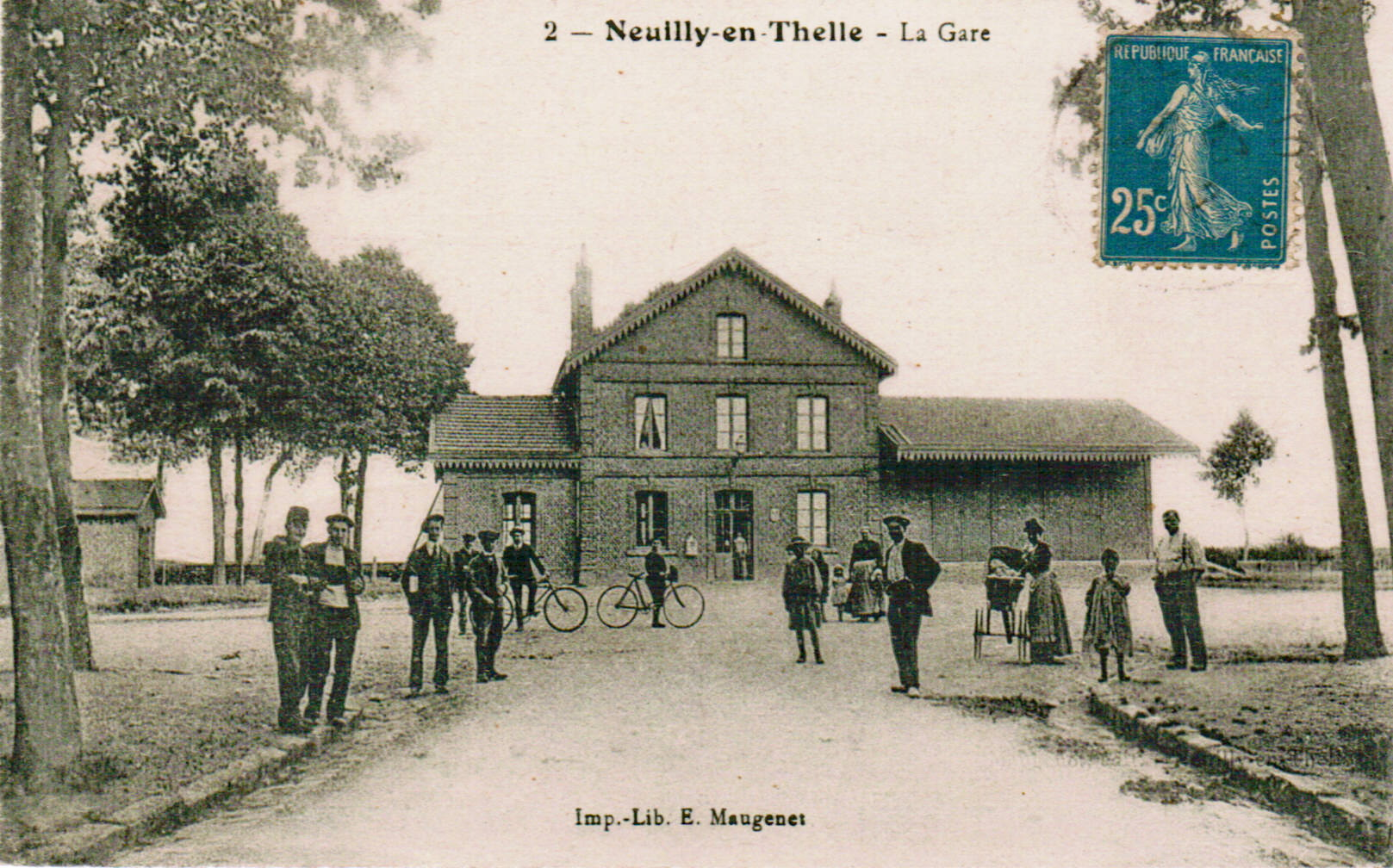
La gare de Neuilly-en-Thelle, au début du XX.

Les traces d'une voie romaine ont été retrouvées à Neuilly-en-Thelle, ainsi que des vestiges gallo-romains et des monnaies d'époque carolingienne, attestant de l'occupation ancienne du site.
Le village eut à subir trois terribles incendies, en 1711, 1755 et 1804, amenant de nombreuses reconstructions. Au XVIIe siècle, le village fut abandonné à la suite d'une épidémie.
Plus récemment, la localité était renommée pour ses carrières de pierre, ainsi que pour l'apprêtage de laines et poils de chèvres, utilisés pour la confection de boutons. Douze cafés existaient à Neuilly en 1900.
Le bourg fut desservi de 1879 à 1959 par un chemin de fer secondaire à voie métrique, le chemin de fer de Hermes à Beaumont.

## Politique et administration

L'ancienne communauté de communes du pays de Thelle dans le département de l'Oise.

### Rattachements administratifs et électoraux
La commune se trouve dans l'arrondissement de Senlis du département de l'Oise. Pour l'élection des députés, elle fait partie de la deuxième circonscription de l'Oise.
Elle était depuis 1801 le chef-lieu du canton de Neuilly-en-Thelle. Dans le cadre du redécoupage cantonal de 2014 en France, la commune fait désormais partie du canton de Méru.

### Intercommunalité
La commune était le siège de la Communauté de communes du pays de Thelle, créée en 1996.
Dans le cadre des dispositions de la loi portant nouvelle organisation territoriale de la République (Loi NOTRe) du 7 août 2015, qui prévoit que les établissements publics de coopération intercommunale (EPCI) à fiscalité propre doivent avoir un minimum de 15 000 habitants, le préfet de l'Oise a publié en octobre 2015 un projet de nouveau schéma départemental de coopération intercommunale, qui prévoit la fusion de plusieurs intercommunalités, et en particulier  de la communauté de communes du Pays de Thelle et de la communauté de communes la Ruraloise, formant ainsi une intercommunalité de 42 communes et de 59 626 habitants,.
La nouvelle intercommunalité, dont est membre la commune et dénommée provisoirement Communauté de communes du Pays de Thelle et Ruraloise, est créée par un arrêté préfectoral du 30 novembre 2016 qui a pris effet le 1er janvier 2017.

### Liste des maires
| Période                                  | Période                         | Identité               | Étiquette | Qualité                                                                                                  |
| ---------------------------------------- | ------------------------------- | ---------------------- | --------- | --- |
| Les données manquantes sont à compléter. |                                 |                        |           | |
|                                          |                                 | Henri-Ferdinand Serrin |           | Propriétaire Conseiller général de Neuilly-en-Thelle (1873 → 1910)                                       |
| avant 1945                               |                                 | Charles Andrieu        |           | |
| avant 1962                               |                                 | R. d'Halleine          |           | |
| Les données manquantes sont à compléter. |                                 |                        |           | |
| 1974                                     | 1995                            | Raymond Roy            | CNIP      | Géomètre expert Conseiller général de Neuilly-en-Thelle (1982 → 1988) Conseiller régional (1985 → ?)     |
| 1995                                     | 2001                            | Michel Buyssens        |           | |
| mars 2001                                | En cours (au 1er décembre 2016) | Gérard Auger           | PS        | Médecin généraliste Conseiller général de Neuilly-en-Thelle (2008 → 2015) Réélu pour le mandat 2014-2020 |

## Population et société

### Démographie

#### Évolution démographique
L'évolution du nombre d'habitants est connue à travers les recensements de la population effectués dans la commune depuis 1793. Pour les communes de moins de 10 000 habitants, une enquête de recensement portant sur toute la population est réalisée tous les cinq ans, les populations de référence des années intermédiaires étant quant à elles estimées par interpolation ou extrapolation. Pour la commune, le premier recensement exhaustif entrant dans le cadre du nouveau dispositif a été réalisé en 2006.

En 2022, la commune comptait 4 132 habitants, en évolution de +19,84 % par rapport à 2016 (Oise : +0,87 %, France hors Mayotte : +2,11 %).
| 1793  | 1800 | 1806 | 1821  | 1831  | 1836  | 1841  | 1846  | 1851  |
| ----- | ---- | ---- | ----- | ----- | ----- | ----- | ----- | ----- |
| 1 001 | 946  | 996  | 1 019 | 1 197 | 1 225 | 1 309 | 1 463 | 1 703 |

| 1856  | 1861  | 1866  | 1872  | 1876  | 1881  | 1886  | 1891  | 1896  |
| ----- | ----- | ----- | ----- | ----- | ----- | ----- | ----- | ----- |
| 1 839 | 1 906 | 1 821 | 1 812 | 1 869 | 1 732 | 1 689 | 1 640 | 1 607 |

| 1901  | 1906  | 1911  | 1921  | 1926  | 1931  | 1936  | 1946  | 1954  |
| ----- | ----- | ----- | ----- | ----- | ----- | ----- | ----- | ----- |
| 1 684 | 1 592 | 1 689 | 1 746 | 1 679 | 1 720 | 1 610 | 1 600 | 1 711 |

| 1962  | 1968  | 1975  | 1982  | 1990  | 1999  | 2006  | 2011  | 2016  |
| ----- | ----- | ----- | ----- | ----- | ----- | ----- | ----- | ----- |
| 1 882 | 1 942 | 1 898 | 2 397 | 2 683 | 3 064 | 3 097 | 3 082 | 3 448 |

| 2021  | 2022  | - | - | - | - | - | - | - |
| ----- | ----- | - | - | - | - | - | - | - |
| 4 077 | 4 132 | - | - | - | - | - | - | - |

#### Pyramide des âges
La population de la commune est relativement jeune.
En 2018, le taux de personnes d'un âge inférieur à 30 ans s'élève à 40,2 %, soit au-dessus de la moyenne départementale (37,3 %). À l'inverse, le taux de personnes d'âge supérieur à 60 ans est de 18,5 % la même année, alors qu'il est de 22,8 % au niveau départemental.
En 2018, la commune comptait 1 863 hommes pour 1 955 femmes, soit un taux de 51,2 % de femmes, légèrement supérieur au taux départemental (51,11 %).
Les pyramides des âges de la commune et du département s'établissent comme suit.
| Hommes | Classe d’âge | Femmes |
| ------ | ------------ | ------ |
| 0,2    | 90 ou +      | 0,3    |
| 4,4    | 75-89 ans    | 6,2    |
| 12,0   | 60-74 ans    | 13,8   |
| 20,1   | 45-59 ans    | 20,4   |
| 21,6   | 30-44 ans    | 20,6   |
| 18,7   | 15-29 ans    | 18,5   |
| 22,9   | 0-14 ans     | 20,3   |

| Hommes | Classe d’âge | Femmes |
| ------ | ------------ | ------ |
| 0,5    | 90 ou +      | 1,4    |
| 5,5    | 75-89 ans    | 7,6    |
| 15,6   | 60-74 ans    | 16,3   |
| 20,8   | 45-59 ans    | 20     |
| 19,4   | 30-44 ans    | 19,4   |
| 17,6   | 15-29 ans    | 16,2   |
| 20,6   | 0-14 ans     | 19,1   |

### Principaux équipements
La commune dispose notamment,  en 2016, d'une école maternelle et de deux écoles primaires, d'un collège, d'une cantine scolaire, d'un accueil de loisirs, d'un complexe sportif et d'une médiathèque.

## Culture locale et patrimoine

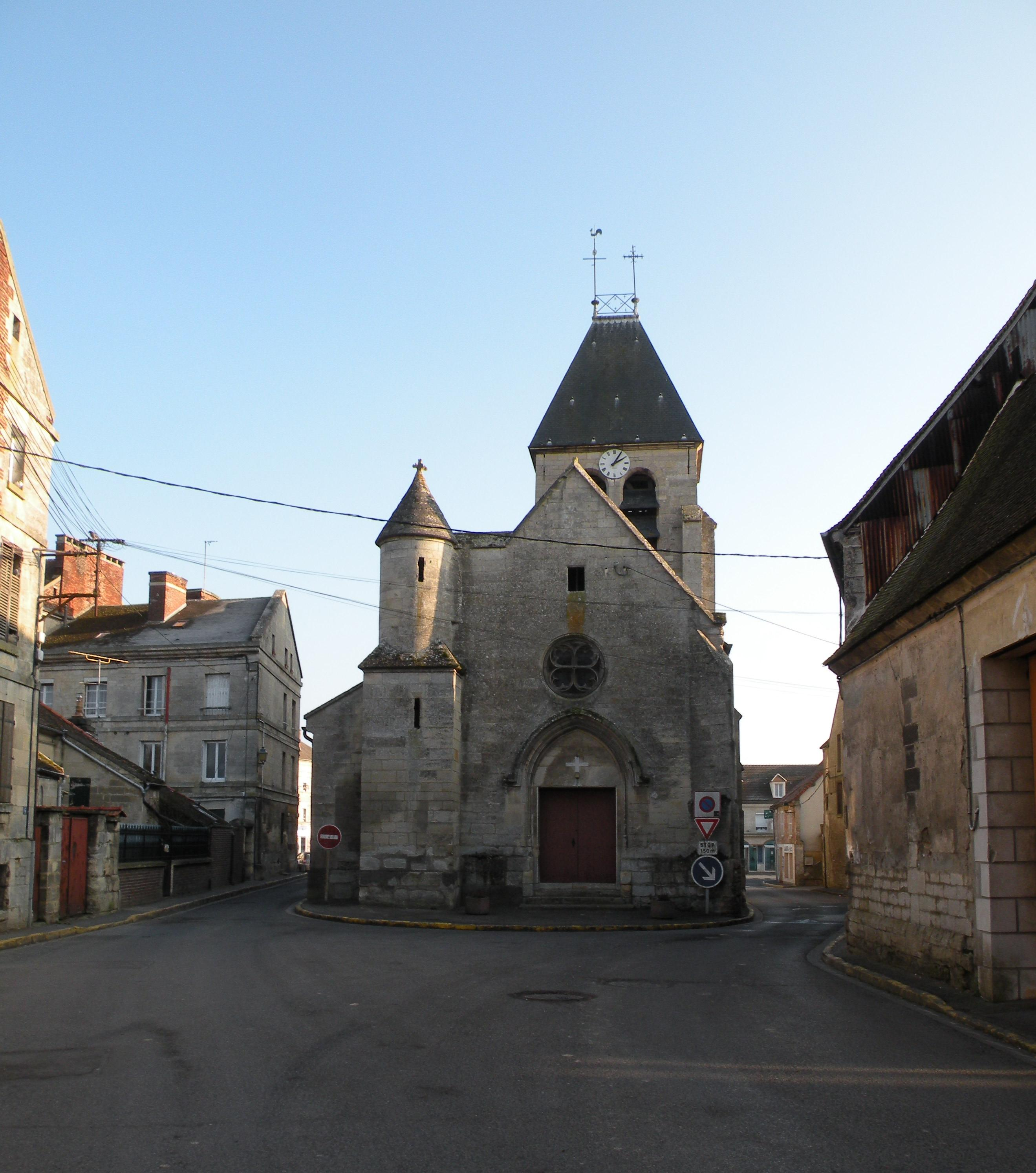
L'église Saint-Denis.

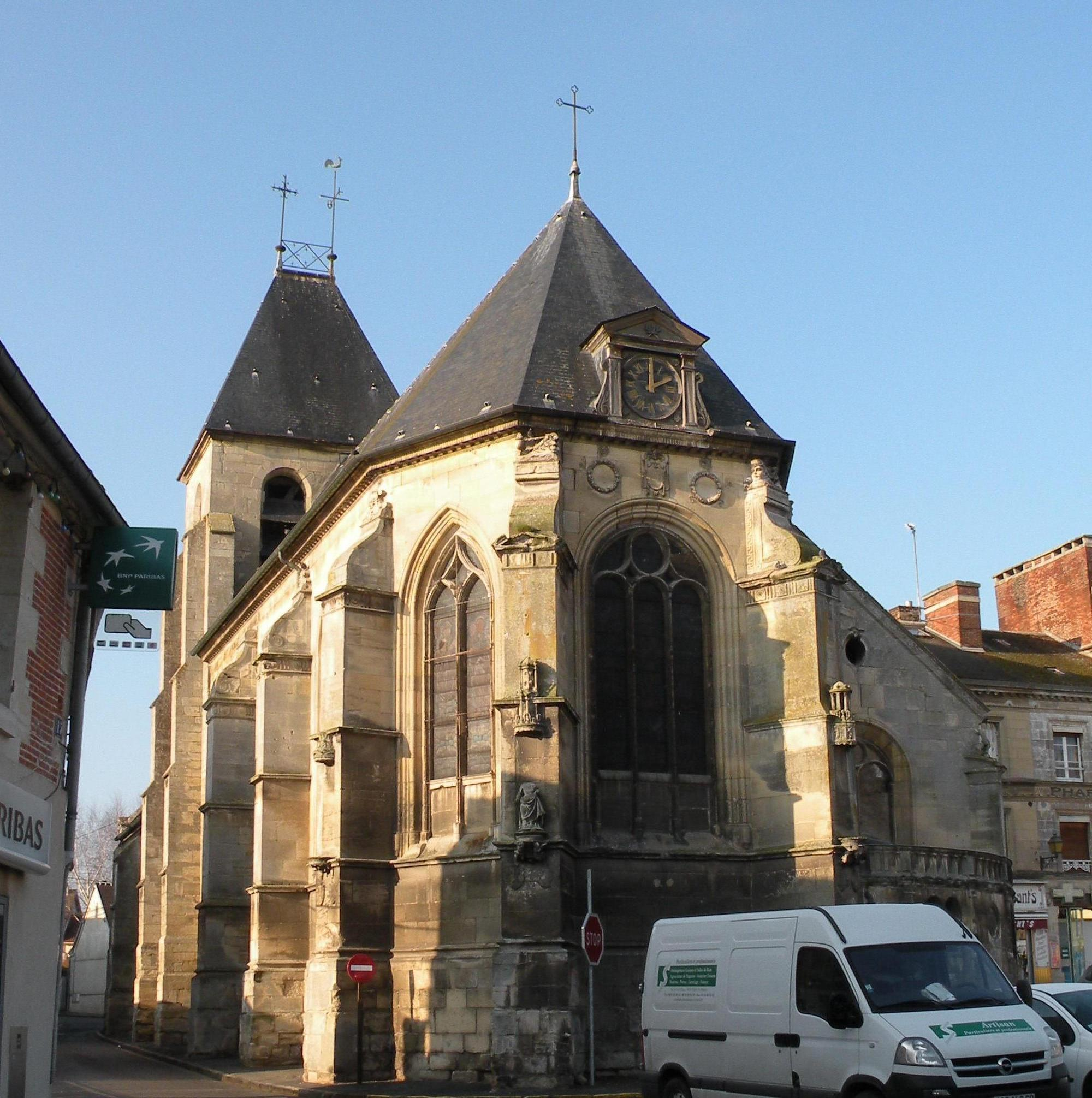
L'église Saint-Denis.

### Lieux et monuments

#### Monument historique
Neuilly-en-Thelle ne compte qu'un seul monument historique sur son territoire.
- Église Saint-Denis, rue du Mouthier (RD 609) / place du Maréchal-Leclerc (classée monument historique par arrêté du 17 juin 1930[29]): Sa construction a commencé après la donation de la collation de la cure à l'abbaye Saint-Vincent de Senlis en 1187. Mais les seuls éléments significatifs qui subsistent de la première campagne de construction sont la façade et une partie de la base du clocher, avec sa voûte d'ogives. Des réparations ont été nécessaires après la Grande Jacquerie en 1358, et ont laissé les chapiteaux au sud de la base du clocher et deux baies à remplage. La modeste nef a si souvent été retouchée qu'elle a perdu tout caractère, et son unique bas-côté a été rebâti en 1842. Le clocher a quant à lui été reconstruit après un incendie en 1711. L'église Saint-Denis vaut donc surtout pour son vaste chœur Renaissance de trois travées, terminé par une abside à trois pans, et accompagné d'un collatéral au nord. Ce chœur est de dimensions généreuses, et s'il ne constitue pas un chef-d'œuvre, offre néanmoins une modénature atypique, et des supports des voûtes d'une conception originale. Au nord, les deux arcs-doubleaux retombent sur des cariatides, et dans le collatéral, les consoles qui reçoivent les voûtes prennent la forme de têtes humaines se dégageant devant des draperies. Le mobilier de l'église a presque entièrement été remplacé au XIXe siècle[30].

#### Autres éléments du patrimoine
- Les vestiges du corps de garde d'un château[1]. La partie la plus ancienne date des XIIIe siècle et XIVe siècle et ses souterrains.
- La mairie, construite sur pilotis au XIXe siècle[1]
- Hôtel du centre une auberge avec des chambres d'hôtes appartenant à la famille MAILLARD  dont Aristide MAILLARD hôtelier pastisier restaurateur .aussi les parents de Josiane Balasko l'on racheter à cette famille devenu maintenant auberge du centre rue de Paris veille de s'en doute plus de 100ans.
- Poste électrique haute-tension de Terrier (400 kV).

### Personnalités liées à la commune
- Josiane Balasko, actrice, élevée à Neuilly-en-Thelle.
- Denise Scharley, cantatrice de l'Opéra de Paris.
- Victor Serrin, inventeur du premier régulateur de lampe à arc pour l'éclairage des phares.